# Jiří Horáček (fyzik)
Jiří Horáček (* 2. února 1945 v Nové Pace) je český teoretický fyzik, profesor Univerzity Karlovy v Praze, kde působí na Ústavu teoretické fyziky Matematicko-fyzikální fakulty. V letech 2003-2011 byl ředitelem tohoto ústavu. Zabývá se teoretickou atomovou a molekulovou fyzikou, především numerickým řešením integrálních a diferenciálních rovnic kvantové teorie rozptylu a aplikacemi na rezonanční srážky elektronů s molekulami.

## Život
Své mládí prožil Jiří Horáček v podkrkonošském městečku Nová Paka. Jeho otec, Jiří Horáček, byl úředníkem a řadu let byl předsedou Sokola Nová Paka (do roku 1970) a maminka, Marta Horáčková (rozená Pátá), byla učitelkou hudby a hry na klavír. V Nové Pace navštěvoval základní i střední školu a od mládí se věnoval též hudbě, především hře na housle, které se učil u houslového mistra Josefa Muziky. Přestože se později profesně věnoval jinému oboru, hra na housle zůstala nedílnou součástí jeho života, pravidelně hraje ve smyčcovém kvartetu, se skupinou Čtyři a půl, či s přáteli Českou mši vánoční.
Po maturitě na Střední všeobecně vzdělávací škole (dnešní Gymnázium) v Nové Pace v roce 1963 studoval Jiří Horáček fyziku na Univerzitě Karlově v Praze. Studium se zaměřením na teoretickou fyziku dokončil na Matematicko-fyzikální fakultě v roce 1968 obhajobou diplomové práce Teorie srážek elektronů s atomy pod vedením prof. Jozefa Kvasnici, který později vedl též jeho kandidátskou práci. Na podzim roku 1968 nastoupil roční základní vojenskou službu a o rok později byl přijat na studijní pobyt na Katedře teoretické fyziky MFF UK. V roce 1972 dosáhl titulu RNDr. za práci Nová forma fázové rovnice a v roce 1975 vědecké hodnosti CSc. za Příspěvek k teorii tříčásticového rozptylu. Během tohoto období se seznámil se svojí budoucí ženou, lékařkou Evou Plchovou, s kterou se oženil v roce 1974 (svědkem mu byl prof. Kvasnica). Mají spolu dvě dcery, Jitku (1975) a Olgu (1978).
Po skončení aspirantury zůstal na Katedře teoretické fyziky, ale absolvoval též několik zahraničních pobytů, z nichž nejvýznamnější byl v letech 1979-1981 studijní pobyt na Tohoku University v Sendai v Japonsku. Zde pracoval s prof. T. Sasakawou na použití metody řetězových zlomků v atomové fyzice. Z této spolupráce vznikly dva články publikované v časopise Physical Review A, které patří k jeho nejcitovanějším pracím. Kromě vědecké práce se za pobytu v Japonsku věnoval též karate, v němž získal černý pás (1. dan). Po návratu do Československa vedl řadu let karatistický oddíl Slavoj Hloubětín a vychoval více než 100 žáků.
Po revoluci v roce 1989 působil jako hostující profesor na University of Southern California v Los Angeles (1991) a v roce 1994 byl pozván k ročnímu přednáškovému pobytu na Technische Universität München v Mnichově. Další zahraniční stáže absolvoval i na dalších univerzitách v Japonsku, Německu, Francii, Itálii, Sovětském svazu atd.
V roce 1986 mu byl přiznán Akademií věd vědecký kvalifikační stupeň „samostatný vědecký pracovník“ a v roce 1992 stupeň „vedoucí vědecký pracovník“. V roce 1991 obhájil doktorskou disertační práci Příspěvek ke studiu problémů fyziky několika částic a byla mu přiznána vědecká hodnost DrSc. O rok později se Jiří Horáček habilitoval prací Řešení integrálních rovnic teorie rozptylu a byl jmenován docentem pro obor fyzika, směr teoretická fyzika. V roce 1997 byl jmenován profesorem na Univerzitě Karlově v Praze pro tentýž obor. Během svého působení na Matematicko-fyzikální fakultě vedl Jiří Horáček práce řady studentů, ať už magisterského, nebo doktorského studia. Byl též členem vědecké rady fakulty a promotorem při slavnostních promocích. Na podzim roku 1999 byla Katedra teoretické fyziky přejmenována na Ústav teoretické fyziky a od roku 2003 do roku 2011 byl Jiří Horáček jeho ředitelem.

## Vědecká práce
Hlavním tématem vědecké práce Jiřího Horáčka je aplikace kvantové teorie rozptylu v jaderné, atomové a molekulární fyzice. Zabýval se zejména vývojem efektivních metod pro řešení integrálních rovnic teorie rozptylu, především Lippmannovy-Schwingerovy rovnice. Jeho metoda řetězových zlomků pro výpočet rozptylových veličin v atomové fyzice, kterou vyvinul s Tatuyou Sasakawou za svého pobytu na Tohoku univerzitě v japonském městě Sendai, se dodnes používá pro výpočty srážek v jaderné, atomové i molekulární fyzice.
V roce 1991 tuto metodu upravil společně s L. S. Cederbaumem a H.-D. Meyerem z univerzity v Heidelbergu a výslednou tzv. Schwingerovu-Lanczosovu metodu použil k řadě výpočtů jaderné dynamiky rezonančních srážek elektronů s dvouatomovými molekulami a srážek záporných iontů s atomy, které provedl ve spolupráci se svými studenty a s Wolfgangem Domcke z Technické univerzity v Mnichově. Výsledné účinné průřezy procesů jako vibrační excitace molekuly po dopadu elektronu, disociační záchyt elektronu na molekule a asociační odtržení elektronu publikoval pro molekulu vodíku, halogenovodíky a další systémy.
Jiří Horáček se též zabýval rozvojem metod pro výpočty rozptylových fázových posunů, pro určení rezonančních parametrů pomocí metody analytického prodloužení a pro inverzní problém v teorii rozptylu.

## Ocenění
V roce 1986 získal cenu Českého literárního fondu za vědeckou práci a v roce 2011 Pamětní medaili Matematicko-fyzikální fakulty UK za dlouholetou vědeckou a pedagogickou činnost.

## Publikační činnost
Jiří Horáček je autorem či spoluautorem více než 90 vědeckých prací převážně z teoretické fyziky a numerické matematiky, které byly citovány ve více než 500
dalších vědeckých pracích. K jeho nejvýznamnějším a nejcitovanějším článkům patří
- HORÁČEK, J.; SASAKAWA, T. Method of continued fractions with applications to atomic physics. Phys. Rev. 1983, sv. 28A, s. 2151–2156. doi:10.1103/PhysRevA.28.2151.
- HORÁČEK, J.; SASAKAWA, T. Method of continued fractions with applications to atomic physics. II. Phys. Rev. 1984, sv. 30A, s. 2274–2277. doi:10.1103/PhysRevA.30.2274.
- HORÁČEK, J.; SASAKAWA, T. Method of continued fractions for on- and off-shell t matrix of local and nonlocal potentials. Phys. Rev. C. 1985, sv. 32, s. 70–75. doi:10.1103/PhysRevC.32.70.
- MEYER, H.-D.; HORÁČEK, J.; CEDERBAUM, L.S. Schwinger and anomaly-free Kohn variational principles and a generalized Lanczos algorithm for nonsymmetric operators. Phys. Rev. A. 1991, sv. 43, s. 3587–3596. doi:10.1103/PhysRevA.43.3587.
- HORÁČEK, J.; DOMCKE, W. Calculation of cross sections for vibrational excitation and dissociative attachment in electron collisions with HBr and DBr. Phys. Rev. A. 1996, sv. 53, s. 2262–2271. doi:10.1103/PhysRevA.53.2262.
- ČÍŽEK, M.; HORÁČEK, J.; DOMCKE, W. Nuclear dynamics of the H2− collision complex beyond the local approximation: associative detachment and dissociative attachment to rotationally and vibrationally excited molecules. J. Phys. B. 1998, sv. 31, s. 2571–2583. doi:10.1088/0953-4075/31/11/018.
- ČÍŽEK, M.; HORÁČEK, J.; DOMCKE, W. Associative detachment, dissociative attachment, and vibrational excitation of HCl by low-energy electrons. Phys. Rev. A. 1999, sv. 60, s. 2873–2881. doi:10.1103/PhysRevA.60.2873.
- ČÍŽEK, M.; HORÁČEK, J., et al. Inelastic low-energy electron collisions with the HBr and DBr molecules: Experiment and theory. Phys. Rev. A. 2001, sv. 63, s. 062710. doi:10.1103/PhysRevA.63.062710.
- HORÁČEK, J., et al. Dissociative electron attachment and vibrational excitation of H2 by low-energy electrons: Calculations based on an improved nonlocal resonance model. Phys. Rev. A. 2004, sv. 70, s. 052712. doi:10.1103/PhysRevA.70.052712.
- GOLSER, R.; HORÁČEK, J., et al. Experimental and theoretical evidence for long-lived molecular hydrogen anions H2− and D2−. Phys. Rev. Lett. 2005, sv. 94, s. 223003. doi:10.1103/PhysRevLett.94.223003.
- HORÁČEK, J., et al. Dissociative electron attachment and vibrational excitation of H2 by low-energy electrons: Calculations based on an improved nonlocal resonance model. II. Vibrational excitation. Phys. Rev. A. 2006, sv. 73, s. 022701. doi:10.1103/PhysRevA.73.022701.

Je též spoluautorem monografie
- KUKULIN, V. I.; KRASNOPOL'SKY, V. M.; HORÁČEK, J. Theory of Resonances, Principles and Applications. Praha: Academia, 1989.

a autorem či spoluautorem kapitol v monografii
- ČÁRSKY, P.; ČURÍK, R. (editoři). Low-Energy Electron Scattering from Molecules, Biomolecules and Surfaces (CRC 2012). Boca Raton: CRC Press, 2012.

Napsal také několik populárně naučných článků, např.
- HORÁČEK, Jiří. Rezonanční srážky elektronů s molekulami. Československý časopis pro fyziku. 2005, sv. 55, čís. 2, s. 157.
- HORÁČEK, Jiří; HERMAN, Zdeněk. Fyzik George Jiří Schulz. Československý časopis pro fyziku. 2006, sv. 56, čís. 6, s. 375.